# Lautschrift
Eine Lautschrift (auch phonetische Schrift) ist ein Schriftsystem mit dem Zweck, die Aussprache von Lauten oder Lautketten wiederzugeben – möglichst exakt oder „nur“ nach den Phonemen der jeweiligen Einzelsprache. Lautschriften spielen vor allem beim Erlernen von Fremdsprachen eine Rolle. Daneben sind sie auch als Beschreibungsinstrument der Sprachwissenschaft von Bedeutung.
Lautschriften sind auf verschiedene Einzelsprachen anwendbar, zumindest auf verschiedene Dialekte oder Sprachstufen. Die Laut-Buchstaben-Zuordnungen in den sonst üblichen Schriftsprachen sind dagegen von vielen Eigenheiten geprägt, die sich über lange Zeiträume herausgebildet haben – dasselbe geschriebene Wort kann je nach Einzelsprache oder Dialekt ganz unterschiedlich lauten. Daher eignen sich gewöhnliche Schriftsysteme nicht zur Darstellung einer bestimmten Lautung.
Das bekannteste Beispiel einer Lautschrift ist das Internationale Phonetische Alphabet (IPA), das in den meisten Wörterbüchern sowie auch in der Wikipedia verwendet wird. Eine andere internationale, in der deutschen und romanischen Dialektologie weit verbreitete Lautschrift ist die Teuthonista (in der Romania als Böhmer-Ascoli bekannt).